# Saint-Georges-d'Orques

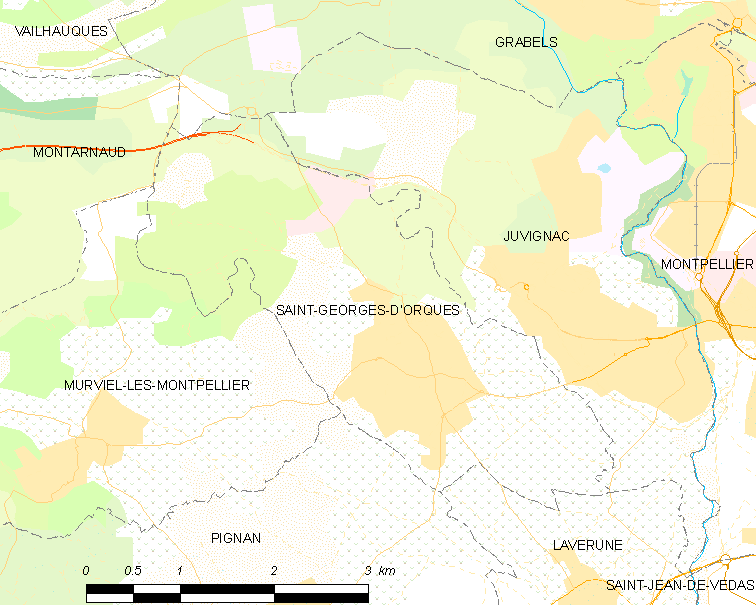
Mapa

 Saint-Georges-d'Orques  (en occitano: Sant Jòrdi d'Òrcas) es una población y comuna francesa, situada en la región de Occitania, departamento de Hérault, en el distrito de Montpellier y cantón de Pignan.

## Demografía
| 1000 | 1091 | 1757 | 2727 | 3567 | 4398 | 5378 |
| Para los censos de 1962 a 1999 la población legal corresponde a la población sin duplicidades (Fuente: INSEE [Consultar]) |      |      |      |      |      |      |